# Ernst von Salomon
Ernst Friedrich Karl von Salomon (Kiel, 25 september 1902 - Winsen an der Luhe, 9 augustus 1972) was een conservatief rechts-nationalistisch Duits schrijver, die na de Tweede Wereldoorlog echter gematigder werd en relatief populair is gebleven.

## Levensloop
Von Salomon was de zoon van een politiebeambte in Sleeswijk-Holstein. Hij kreeg een militaire opvoeding als cadet, maar na de Eerste Wereldoorlog werd hij geen officier: hij geloofde sterk in de macht van Pruisen, en als nationalist ging hij strijden in pro-Duitse guerrilla's in de Baltische staten. Hij verleende zijn medewerking aan de moord in 1922 op Walther Rathenau, de verzoeningsgezinde minister van buitenlandse zaken in de Weimarrepubliek en van Joodse komaf, maar heeft altijd volgehouden dat daarbij antisemitisme voor hem geen motief was. Voor deze medewerking werd hij tot vijf jaar tuchtstraf veroordeeld. Hij bleef verder agiteren tegen de democratie en in 1927 liep hij nogmaals een veroordeling wegens samenzwering op.
Vanaf 1930 begon hij succes te oogsten met zijn romans, waarvan Die Geächteten en Die Stadt sterk autobiografisch gekleurd waren. Het werk viel, wegens zijn heimwee naar het wilhelminische Pruisen van weleer, zeer in de smaak bij de nazi's. Na de machtsovername door de NSDAP in 1933, werd het werk van Salomon door Joseph Goebbels gepromoot. Salomon leverde de scripts voor talrijke propagandistische films, zoals de film Carl Peters over de stichter van Duits-Oost-Afrika.
Tijdens het Derde Rijk was het opvallend dat Salomon weliswaar actief meewerkte aan de nazistische propagandamachine, maar nooit tot de partij is toegetreden en zich als auteur liefst op de achtergrond hield. Bovendien heeft hij zijn Joodse vrouw in deze tijd niet in de steek gelaten. Als gevolg hiervan ontwikkelde hij een dubbelzinnig imago. Na de Tweede Wereldoorlog werd hij, zoals de meeste nazi's, gearresteerd; de grootscheepse denazificatieactie vormde de aanleiding tot zijn beroemdste roman, Der Fragebogen ('de enquête'). Dit is een toespeling op de uitvoerige vragenlijst die 'meelopers' van het regime moesten invullen: Salomon greep deze vragenlijst aan als stof voor een diepgravende dialoog met zijn eigen geweten en, daaruit voortvloeiend, een analyse van wat er onder het nazisme met het Duitse volk verkeerd was gelopen. Het boek was ironisch geschreven, in feite een virtuoze satire, en sloeg bijzonder aan; het werd in meerdere talen vertaald en maakte Salomon wereldberoemd, maar tezelfdertijd ook buitengewoon controversieel.
Zijn volgende romans bleven populair maar waren minder omstreden: Das Schicksal des A.D. vertelt het verhaal van een man die verschillende regimewisselingen doormaakt en 27 jaar lang onafgebroken in de gevangenis blijft. Glück in Frankreich is een liefdesroman, Die Kette der tausend Kraniche speelt zich af in Japan, en Die schöne Wilhelmine is een nostalgisch werk over de gloriedagen van Pruisen. Langzaam maar zeker werd Salomon gematigder: zo was hij tegen de jaren 60 tegen atoomwapens gekant, en hij nam afstand van het gewelddadige nationalisme uit zijn jeugd. Zijn laatste boek droeg de veelzeggende titel Der tote Preuße. Salomon leefde enige tijd op het eiland Sylt, en schreef er een amusant geschiedenisboek over Schleswig-Holstein.
De vertelstijl van Von Salomon is een originele mengeling van verslag en participerende observatie; in zijn meeslepende, vaak droogkomische toon sijpelt een zekere romantische hang naar oude glorie en heldendaden door. Ideologisch blijft hij stevig aan de rechterzijde — in tegenstelling tot bijvoorbeeld Ernst Jünger heeft Von Salomon geen nihilistische neiging alle politiek te bespotten —, maar zijn latere werk is in het algemeen voldoende toegankelijk om een breed publiek van alle gezindten te kunnen aanspreken. In de literatuurkritiek wordt Von Salomon vaak genegeerd (wellicht uit terughoudendheid ten opzichte van zijn politieke verleden), en zijn bekendheid is na zijn dood zeer snel getaand, doch als verteller heeft hij onloochenbaar zijn verdiensten, en een duidelijk talent voor onderhoudend, semi-documentair chroniqueren.

## Werken
- 1930 Die Geächteten
- 1932 Die Stadt
- 1933 Die Kadetten
- 1950 Boche in Frankreich
- 1951 Der Fragebogen
- 1960 Das Schicksal des AD.
- 1965 Die schöne Wilhelmine
- 1966 Glück in Frankreich
- 1971 Deutschland deine Schleswig-Holsteiner
- 1972 Die Kette der tausend Kraniche
- 1973 Der tote Preusse

- Bibsys: 90574784
- Biblioteca Nacional de Chile: 000481308
- Biblioteca Nacional de España: XX959937
- Bibliothèque nationale de France: cb123908799 (data)
- CiNii: DA02774928
- Gemeinsame Normdatei: 118605151
- International Standard Name Identifier: 0000 0001 2281 680X
- Library of Congress Control Number: n87824177
- Nationale Bibliotheek van Letland: 000314092
- Bibliotheek van het Japanse parlement: 00621425
- Nationale Bibliotheek van Tsjechië: jn20000604777
- Nationale bibliotheek van Australië: 35790168
- Nationale Bibliotheek van Israël: 987007296328105171
- Nationale Bibliotheek van Polen: a0000001992436
- Nationale en Universitaire bibliotheek Zagreb: 000745322
- Nederlandse Thesaurus van Auteursnamen: 071176713
- Istituto Centrale per il Catalogo Unico: RAVV023588
- Système universitaire de documentation: 032996527
- Trove: 1088974
- Virtual International Authority File: 71474382
- WorldCat: E39PBJv4rv3Vx4W94dCMFfKTpP